# Tino Erler
Tino Erler (Oderzo, 31 gennaio 1899 – Oderzo, 3 agosto 1968) è stato un attore italiano di teatro e cinema.

## Biografia
Diplomatosi geometra, decide di intraprendere la carriera di attore. A teatro recita con vari attori di grido tra cui Antonio Gandusio, Febo Mari, Nino Besozzi, Armando Falconi, Camillo Pilotto, Marta Abba, Paola Borboni, Andreina Pagnani, Ruggero Ruggeri e Vittorio De Sica. Con quest'ultimo fa parte della Compagnia Teatrale Za-Bum dal 1931 al 1933.
Nello stesso periodo dà il via a una scarna carriera nel cinema: unico film di rilievo tra quelli in cui ha recitato fu L'ultima speranza, vincitore di un premio al Festival di Cannes 1946.
Negli anni quaranta entra a far parte della Compagnia di Prosa di Radio Firenze; con Romano Calò è uno dei protagonisti delle trasmissioni di Radio Monteceneri. È stato anche doppiatore cinematografico.
Dal 1929 al 1943 visse a Casa Russolo, residenza del cognato, a Camino, per poi trasferirsi a Oderzo dove dimorò fino alla morte, sopraggiunta nel 1968.
Suo cugino era il comandante sommergibilista pluridecorato Rino Erler il cui unico figlio Marco Erler è l'artista che gli succede, quale attore e scrittore, nel ramo della famiglia opitergina.

## Prosa radiofonica
EIAR
- Carezza, un atto si Salvator Gotta, regia di Alberto Casella, trasmesso il 11 gennaio 1942
- Si figuri!, di Antonio Conti, regia di Aldo Silvani, trasmessa il 25 gennaio 1938.
- Emi e la strada, di Giovanni Gigliozzi, 1942.

RAI
- La visitatrice notturna, radiodramma di Gino Pugnetti, regia di Umberto Benedetto, trasmessa il 4 luglio 1950
- Erano tutti miei figli, di Arthur Miller, regia di Umberto Benedetto, trasmessa il 21 maggio 1951.
- Una donna quasi onesta, di Alfredo Vanni, regia di Umberto Benedetto, trasmessa il 7 giugno 1951
- Edoardo mio figlio, di Robert Morley e Noel Langley, regia di Umberto Benedetto, trasmessa il 29 ottobre 1951.
- Il pretore De Minimis, di Guglielmo Giannini, regia di Umberto Benedetto, trasmessa il 4 agosto 1952
- Un'altra volta il diavolo, di Alessandro Casona, regia di Umberto Benedetto, trasmessa il 28 ottobre 1952
- La scuola dei padri, commedia di Stefano Pirandello, regia di Corrado Pavolini, trasmessa il 24 febbraio 1951
- Ginevra degli Almieri, di Giovacchino Forzano, regia dell'autore, trasmessa il 18 maggio 1953
- Pilato, regia di Umberto Benedetto, trasmessa il 26 settembre 1953.
- L'antenato, commedia di Carlo Veneziani, regia di Umberto Benedetto, trasmessa il 13 gennaio 1955
- La casa, dramma di Siro Angeli, regia di Amerigo Gomez, trasmesso il 17 gennaio 1956
- La vita e la morte  di Re Giovanni, dramma di William Shakespeare, regia di Pietro Masserano Taricco, trasmesso il  22 aprile 1956
- La torre sul pollaio, di Vittorio Calvino, regia di Umberto Benedetto, trasmessa il 4 dicembre 1956.
- La donna del mare, di Henrik Ibsen, regia di Corrado Pavolini, trasmessa il 7 dicembre 1956.
- Male di vivere, commedia di Siro Angeli, regia di Marco Visconti, trasmessa il 4 aprile 1957
- La canzone del liuto, radiodramma di W. M. Treichlinger, regia di Marco Visconti, trasmesso il 4 aprile 1957
- La bella sentiStefano Pirandekkunella, commedia di Mario Pompei, regia di Umberto Benedetto, trasmessa il 6 aprile 1959
- Estuario, radiodramma in tre tempi di Arnaldo Boscolo, regia di Pietro Masserano Taricco, trasmessa il 22 ottobre 1959.
- Chiamata personale per il signor Brent, radiodramma di Agatha Christie, regia di Umberto Benedetto, trasmesso il 30 maggio 1960

## Filmografia
- Gli uomini, che mascalzoni..., regia di Mario Camerini (1932)
- La segretaria per tutti, regia di Amleto Palermi (1932)
- Regina della Scala, regia di Guido Salvini e Camillo Mastrocinque (1937)
- La mazurka di papà, regia di Oreste Biancoli (1938)
- Equatore, regia di Gino Valori (1939)
- Traversata nera, regia di Domenico Gambino (1939)
- I mariti (Tempesta d'anime), regia di Camillo Mastrocinque (1941)
- Frà Diavolo, regia di Luigi Zampa (1942)
- L'ultima speranza, regia di Leopold Lindtberg (1945)